# Хейман, Роберт Уильям
Роберт Уильям Хейман (англ. Robert William Hayman) (1905 — 1985) — британский зоолог.

## Биография
Хейман занимал должность научного руководителя отдела млекопитающих в Музее естественной истории в Лондоне с 1921 до 1968 года. Опубликовал несколько важных работ по исследованиям африканских летучих мышей. Выявил ряд родов и видов млекопитающих и способствовал решению различных задач систематики.

## Описанные таксоны
"Delanymys brooksi", "Glauconycteris machadoi", "Hipposideros jonesi", "Liberiictis kuhni", "Micropteropus intermedius", "Neopteryx frosti", "Otomops secundus", "Paraxerus cooperi", "Paraxerus vincenti", "Pelomys hopkinsi", "Rhinopoma macinnesi", "Steatomys jacksoni"

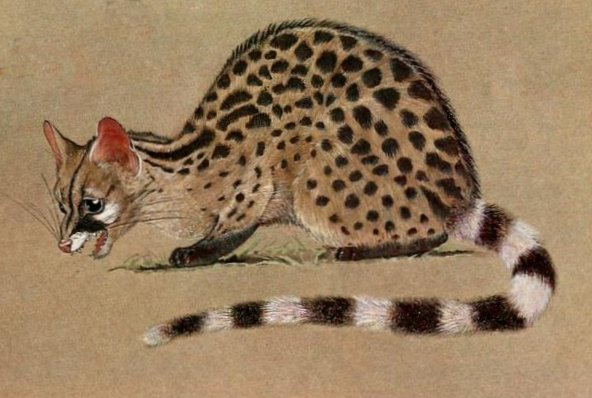
"Genetta cristata"

## Названные в честь ученого таксоны
- "Dendromus haymani" (Hatt, 1934)